# Тендер (град)
Тендер (дан. Tønder) је град у Данској, у крајње југозападном делу државе. Град је у оквиру покрајине Јужне Данске, где са околним насељима чини једну од општина, Општину Тендер.

## Природни услови
Тендер се налази у југозападном делу Данске, близу државне границе са Немачком, која се налази свега 4 километра јужно од града. Од главног града Копенхагена, град је удаљен 330 километара југозападно.
Град Тендер се налази у југозападном делу данског полуострва Јиланд. Околина града је равничарска. Надморска висина града креће се од 0 до 5 метара, а подручје западно од града је чак у депресији.

## Историја
Подручје Тендера било је насељено још у доба праисторије. Данашње насеље јавља се у 12. веку. Насеље је добило градска права 1243. године.
У раздобљу 1867-1920. град је био у оквиру Пруске, а потом и Немачке.
И поред петогодишње окупације Данске (1940-45.) од стране Трећег рајха Тендер и његово становништво нису много страдали. Близу града се налазио омањи концентрациони логор.

## Становништво
Тендер је 2010. године имао више од 7,5 хиљада у градским границама и близу 40 хиљада са околним насељима.
Етнички састав: Становништво Тендера је претежно етнички данско са значајном немачком мањином. Од свих већих насеља у Данској Тендер има највише немачког становништва, мада њихов удео није толико значајан као раније (почетком 20. века - око 80% градског становништва).

## Збирка слика
- Главна пешачка улица у Тендеру
- Главна градска црква
- Градска кућа Тендера
- Старе куће на главном градском тргу